# Folkert Roosjen
Folkert (Fok) Gijsbertus Roosjen (Hillegersberg, 7 juni 1912 – Loosdrecht, 20 maart 1945) was een Nederlandse onderwijzer en verzetsstrijder in de Tweede Wereldoorlog.

## Levensloop
Roosjen werd geboren in Hillegersberg, waar zijn vader hoofdonderwijzer was. Zijn familie woonde van 1921 tot 1930 in Nederlands-Indië. Hijzelf volgde waarschijnlijk ook de kweekschool. In februari of maart 1944 ontving hij een aanstelling als leraar op de Patrimoniumschool in Veenendaal.
In zijn woonplaats Ede sloot Roosjen zich aan bij de verzetsgroep van Menno de Nooij. In de nacht van 2 op 3 maart 1945 was er wapendropping nabij Lunteren. Een paar dagen later werd er vanuit Engeland de vraag gesteld of het veilig was op dezelfde plek opnieuw een dropping te houden. Dat was niet het geval, want na de dropping werd Roosjen samen met achttien anderen aangehouden.
De gearresteerde verzetsleden werden de eerste dagen vastgehouden op De Wormshoef in Lunteren, voordat ze op transport naar Kamp Amersfoort werden gezet. Tijdens de verhoren in De Wormshoef werden de verzetsmensen zwaar mishandeld. Roosjen kreeg stokslagen en moest 300 kniebuigingen maken. Op 17 maart 1945 was in Loosdrecht een Duitse onderofficier geliquideerd. Als vergeldingsmaatregel werd Roosjen op 20 maart 1945, samen met negen anderen, waaronder vijf deelnemers aan de wapendropping, gefusilleerd op de plek van de aanslag.

## Persoonlijk
Roosjen was in oktober 1944 getrouwd. Na de oorlog werd zijn lichaam bijgezet in Het Mausoleum in Ede.
In de Patrimoniumschool in Veenendaal hangt een gedenksteen met daarop de naam van Roosjen. In 2015 verscheen van de hand van Jan Willem Samsom en Gerard Martijn van der Vliet de publicatie Een steen aan de muur: twee meesters op de Patrimoniumschool tijdens de Tweede Wereldoorlog, over Roosjen en Jan van Doorn, die tijdens de oorlog aan uitputting overleed in Neuengamme. In april 2017 werd bekend dat er een Folkert Roosjenstraat komt in de nieuw te bouwen verzetsheldenbuurt op het voormalige kazernecomplex Ede-Oost.